# فابیان اونیل
فابیان اونیل (به انگلیسی: Fabián O'Neill؛ زادهٔ ۱۴ اکتبر ۱۹۷۳ - درگذشتهٔ ۲۵ دسامبر ۲۰۲۲) بازیکن فوتبال اهل اروگوئه بود.
وی همچنین در تیم ملی فوتبال اروگوئه بازی کرده‌است.
زین‌الدین زیدان معتقد بود اونیل بزرگ‌ترین استعداد فوتبال است.

## زندگی شخصی و مرگ
اونیل دو دختر و یک پسر داشت که هر کدام از مادری متفاوت به دنیا آمدند. از دسامبر ۲۰۲۱، پسرش فاویو به‌عنوان هافبک دفاعی تیم زیر ۱۹ سال باشگاه فوتبال پنیارول، که از رقبای ناسیونال بود بازی می‌کرد. از ژوئن ۲۰۲۰، فرزند وسط او مارتینا بازیکن هاکی روی چمن بود.
در سال ۲۰۱۳، اونیل زندگی‌نامه‌ای به نام (تا آخرین قطره) نوشت. او در ژوئن ۲۰۱۶ کیسه صفرا را عمل کرد و به او گفته شد که به مدت سه سال از الکل خودداری کند، اما یک ماه بعد شروع به نوشیدن کرد.
در فوریه ۲۰۱۷، اونیل گفت که ثروت ۱۴ میلیون دلاری خود را با «اسب‌های کند، زنان سریع و قمار» از دست داده‌است، اما از فقیر شدنش پشیمان نیست. او در زندگی‌نامه خود گفته‌است که یک بار در حالی‌که مست در یک حراج گاو شرکت کرده بود، ۲۵۰۰۰۰ دلار برای ۱۱۰۴ گاو خرج کرده‌است.
اونیل در ژوئن ۲۰۲۰ به دلیل سیروز یا تشمع کبدی در بیمارستان بستری شد. به او توصیه شد که اگر یک سال از الکل پرهیز کند، می‌تواند پیوند کبد انجام دهد و تا سن پیری زندگی کند.
اونیل در ۲۵ دسامبر ۲۰۲۲ در سن ۴۹ سالگی در بیمارستانی در مونته ویدئو، به‌دلیل خونریزی و بیماری مزمن کبدی که تحت مراقبت‌های ویژه قرار داشت، درگذشت.

## افتخارات

### ناسیونال
- لیگ دسته اول فوتبال اروگوئه: ۱۹۹۲